# مقاطعة باذوة

مقاطعة بادوفا

مقاطعة بَاذُوَة أو بادوفا (بالإيطالية: Provincia di Padova)‏، مقاطعة شمال إيطاليا في إقليم فينيتو، عدد سكانها 882.779 نسمة ومساحتها 2142 كيلومتر مربع وبها 104 بلديات، عاصمتها مدينة باذوة، يحدها من الغرب مقاطعة فيرونا ومقاطعة فيشنزا، ومن الشمال مقاطعة تريفيزو، ومن الشرق مقاطعة فينيسيا وبحيرة فينيسيا، ومن الجنوب مقاطعة روفيغو.

## المناخ
يظهر الجدول التالي التغييرات المناخية على مدار السنة لمقاطعة بادوفا:
| البيانات المناخية لـمقاطعة بادوفا | البيانات المناخية لـمقاطعة بادوفا | البيانات المناخية لـمقاطعة بادوفا | البيانات المناخية لـمقاطعة بادوفا | البيانات المناخية لـمقاطعة بادوفا | البيانات المناخية لـمقاطعة بادوفا | البيانات المناخية لـمقاطعة بادوفا | البيانات المناخية لـمقاطعة بادوفا | البيانات المناخية لـمقاطعة بادوفا | البيانات المناخية لـمقاطعة بادوفا | البيانات المناخية لـمقاطعة بادوفا | البيانات المناخية لـمقاطعة بادوفا | البيانات المناخية لـمقاطعة بادوفا | البيانات المناخية لـمقاطعة بادوفا |
| الشهر                             | يناير                             | فبراير                            | مارس                              | أبريل                             | مايو                              | يونيو                             | يوليو                             | أغسطس                             | سبتمبر                            | أكتوبر                            | نوفمبر                            | ديسمبر                            | المعدل السنوي                     |
| --------------------------------- | --------------------------------- | --------------------------------- | --------------------------------- | --------------------------------- | --------------------------------- | --------------------------------- | --------------------------------- | --------------------------------- | --------------------------------- | --------------------------------- | --------------------------------- | --------------------------------- | --------------------------------- |
| متوسط درجة الحرارة الكبرى °م (°ف) | 5.7 (42.3)                        | 8.8 (47.8)                        | 13.1 (55.6)                       | 17.5 (63.5)                       | 22.4 (72.3)                       | 26.0 (78.8)                       | 28.4 (83.1)                       | 27.9 (82.2)                       | 24.5 (76.1)                       | 18.8 (65.8)                       | 11.5 (52.7)                       | 6.5 (43.7)                        | 17.6 (63.7)                       |
| متوسط درجة الحرارة الصغرى °م (°ف) | −1.4 (29.5)                       | 0.5 (32.9)                        | 3.5 (38.3)                        | 7.4 (45.3)                        | 11.6 (52.9)                       | 15.3 (59.5)                       | 17.5 (63.5)                       | 16.9 (62.4)                       | 13.8 (56.8)                       | 8.8 (47.8)                        | 3.7 (38.7)                        | −0.4 (31.3)                       | 8.1 (46.6)                        |
| الهطول مم (إنش)                   | 71 (2.8)                          | 56 (2.2)                          | 66 (2.6)                          | 69 (2.7)                          | 79 (3.1)                          | 89 (3.5)                          | 64 (2.5)                          | 79 (3.1)                          | 58 (2.3)                          | 66 (2.6)                          | 86 (3.4)                          | 64 (2.5)                          | 850 (33.3)                        |
| المصدر: Intellicast               |                                   |                                   |                                   |                                   |                                   |                                   |                                   |                                   |                                   |                                   |                                   |                                   |                                   |